# قطعنامه ۲۶۵ شورای امنیت
قطعنامه ۲۶۵ شورای امنیت سازمان ملل متحد که در تاریخ ۰۱ آوریل ۱۹۶۹ تصویب شد، سندی بین‌المللی دربارهٔ وضعیت خاورمیانه است. این قطعنامه طی نشست ۱٬۴۷۳ام
با ۱۱ موافق،۰ مخالف و۴ ممتنع تصویب شد.